# Wólka Wiśniewska
Wólka Wiśniewska – wieś w Polsce położona w województwie mazowieckim, w powiecie siedleckim, w gminie Wiśniew. Ma status sołectwa. Leży nad Muchawką dopływem Liwca.
2 km od wsi przebiega droga krajowa nr 63 Węgorzewo – Sławatycze. Natomiast przez samą wieś przebiega droga gminna Mościbrody – Rakowiec.
Wierni Kościoła rzymskokatolickiego należą do parafii Najświętszego Serca Jezusowego w Wiśniewie.
W latach 1975–1998 miejscowość administracyjnie należała do województwa siedleckiego.
W miejscowości działa założona w 1963 jednostka ochotniczej straży pożarnej. Jest to jednostka typu M, czyli nie posiadająca samochodu, a jedynie motopompę wożoną na pojeździe zastępczym.

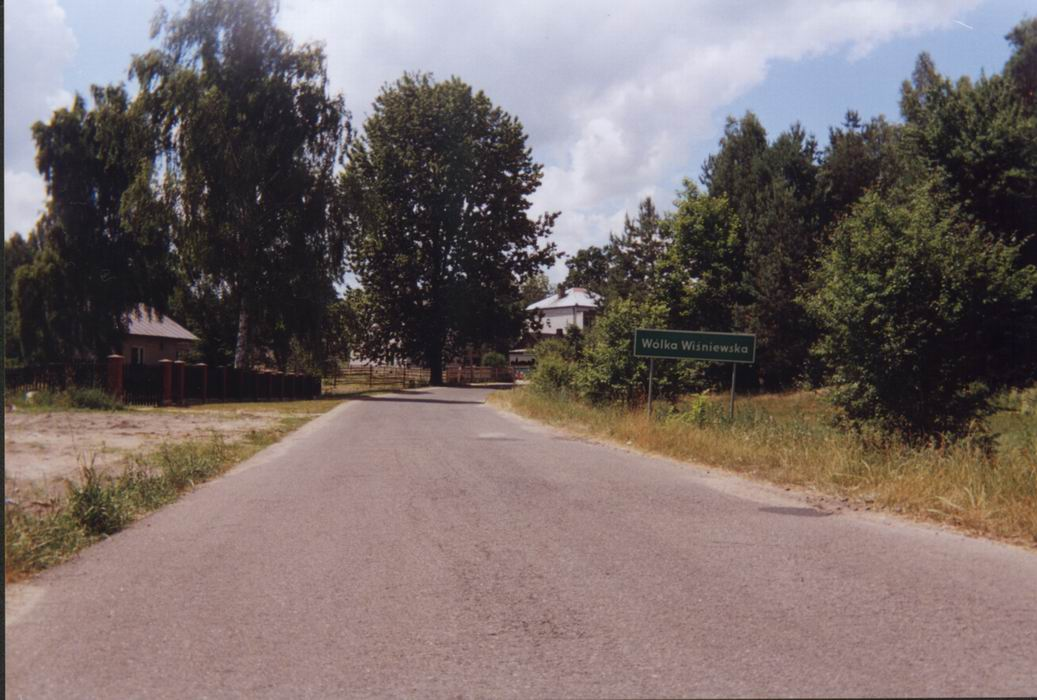
Wólka Wiśniewska